# 西郡
西郡，中国东汉至西魏的郡。
汉献帝建安年間分张掖郡置，治所在日勒县（北魏改名永宁县，今甘肃省永昌县西北）。属凉州。辖境约当今甘肃省永昌县西部及山丹县一带。領日勒、驪靬、番和3縣。西魏废。十六国时北凉沮渠蒙逊攻南凉，数战于此。 